# Cirsium eriophorum
Cirsium eriophorum é uma planta herbácea bienal do género Cirsium, família das asteráceas.
Cardo-da-isca é o nome comum usado para descrever esta planta com distribuição natural em quase toda a Europa. É uma erva grande e bienal com espinhos pontiagudos nas pontas das folhas e capilares longos e lanosos em grande parte da planta. As cabeças das flores são grandes e quase esféricas, com espinhos na parte externa e muitos flósculos roxos de disco, mas sem flósculos de raio.

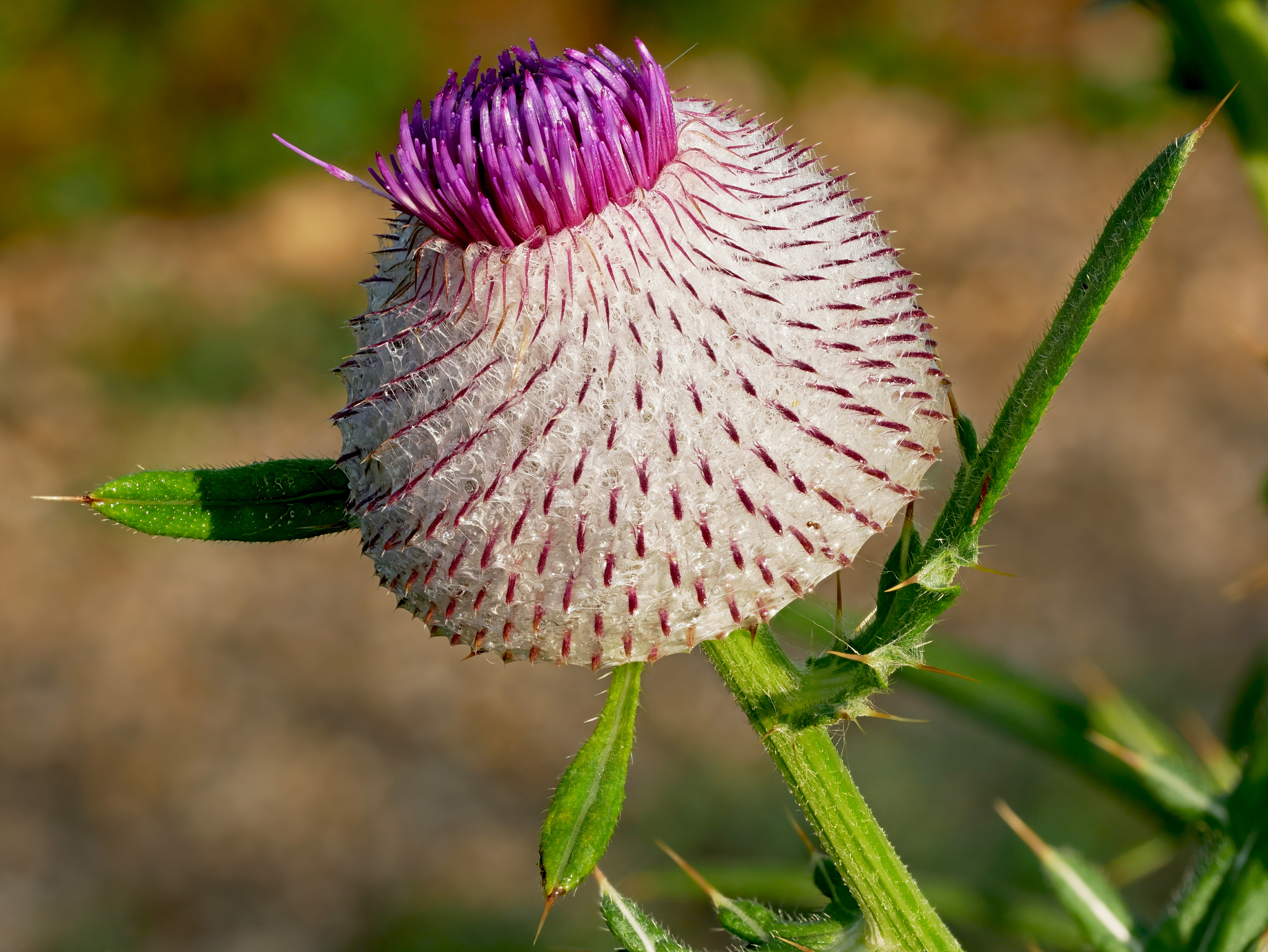
Cabeça de flor C. eriophorum no Parque Nacional de Kozara, República Srpska

## Distribuição e habitat
O  Cirsium eriophorum  tem distribuição na Europa Ocidental e Central. Cresce espontâneo desde a Região do Volga e os Balcãs à Holanda, França, Grã-Bretanha e Peninsula Ibérica (zonas mais temperadas). É rara nas regiões da Europa Mediterrânica. Prefere prados, matagais e bosques abertos em solos de giz, calcário ou argila alcalina, incluindo o solo perturbado causado por pedreiras. Na Grã-Bretanha, cresce até cerca de 310 m (1 000 pé) e é amplamente confinado ao centro e sul da Inglaterra.

## Uso
As folhas tenras do  C. eriophorum  podem ser consumidas cruas e os caules novos podem ser descascados e consumidos crus ou cozidos, sendo primeiro mergulhados em água que remove o sabor amargo. Os botões de flores podem ser usados de maneira semelhante às alcachofras, mas sendo menores, é menos prática a preparação. Um óleo comestível pode também ser extraído das sementes, e o Papus pode ser usado como faísca ou isqueiro para acender fogo. Daí o nome “cardo-da-isca”.